# لوئیز-ژوزفین سارازین دو بلمونت
لوئیز-ژوزفین سارازین دو بلمونت (۱۷۹۰–۱۸۷۱) نقاش منظره‌پرداز و لیتوگراف فرانسوی بود.

## زندگی
لوئیز-ژوزفین سارازین دو بلمونت در سال ۱۷۹۰ میلادی در ورسای متولد شد. او نقاشی را زیر نظر پیر هنری (۱۷۵۰-۱۸۱۹) آموخت که درآمد خود را به عنوان یک هنرمند با آموزش ترسیم و نقاشی به زنان جوان به‌دست می‌آورد. در سال ۱۸۱۲ پیر هنری به عنوان استاد در مدرسه عالی ملی هنرهای زیبا فرانسه منصوب شد، که زنان را نمی پذیرفت. در زمان اولین امپراتوری فرانسه، ژوزفین سارازین توسط ژوزفین بناپارت، امپراتریس فرانسه تشویق شد. پس از احیای سلطنت، او تحت الحمایه دوشس بری، شاهزاده ایتالیایی عضو دودمان بوربون قرار گرفت.
او بین سال‌های ۱۸۲۴ تا ۱۸۳۱ در رم، ناپل، سیسیل و پیرنه به نقاشی پرداخت. سارازین بین سال‌های ۱۸۴۱ تا ۱۸۶۵ در ایتالیا زندگی کرد و آثار بسیاری را خلق کرد. سارازین در سال ۱۸۷۱ درگذشت.

## آثار

آثار لوئیز-ژوزفین سارازین دو بلمونت
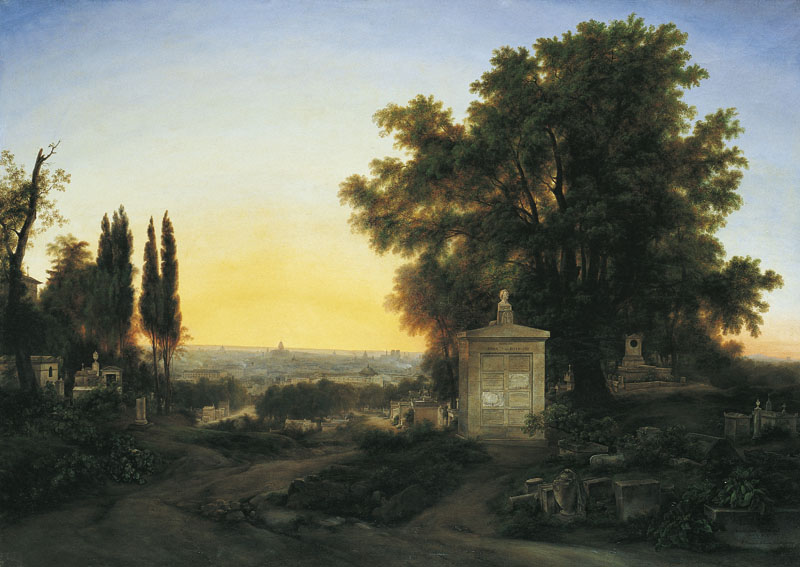
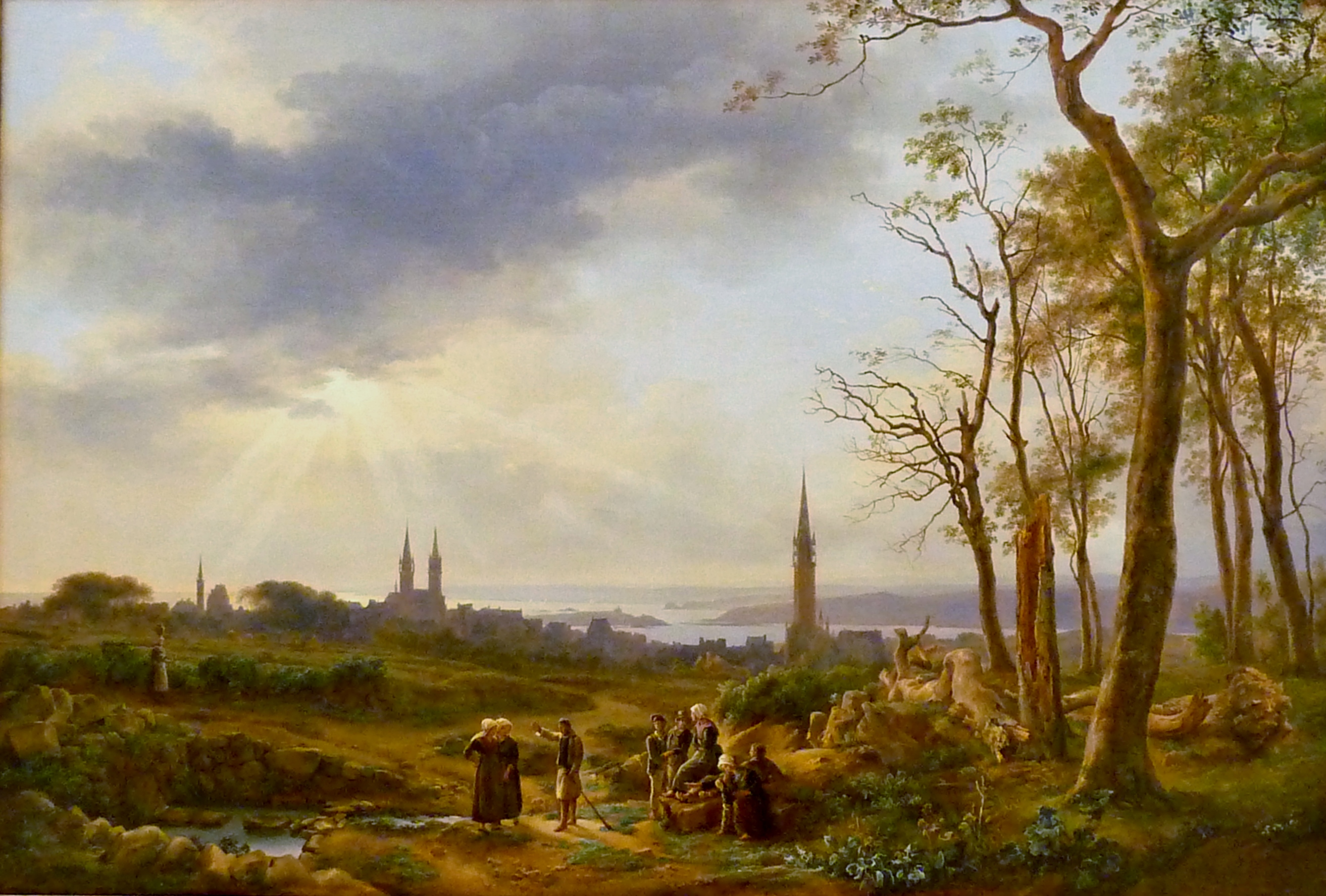
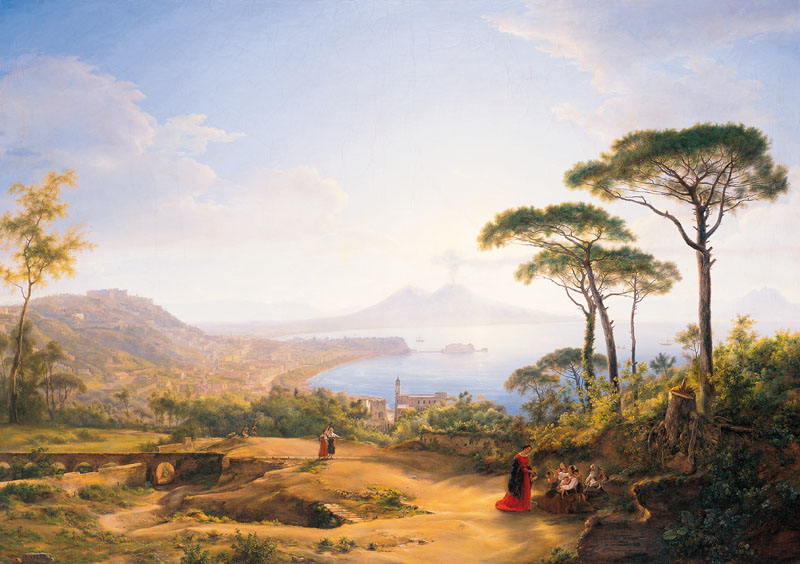
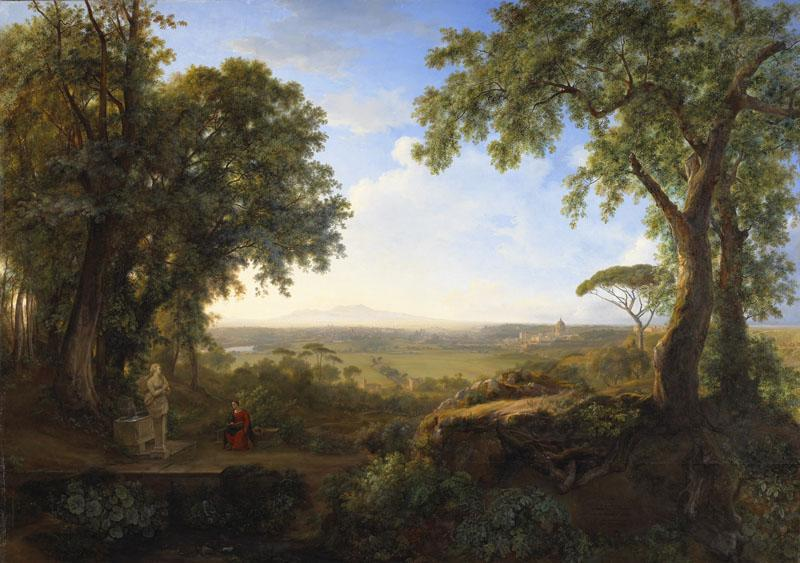
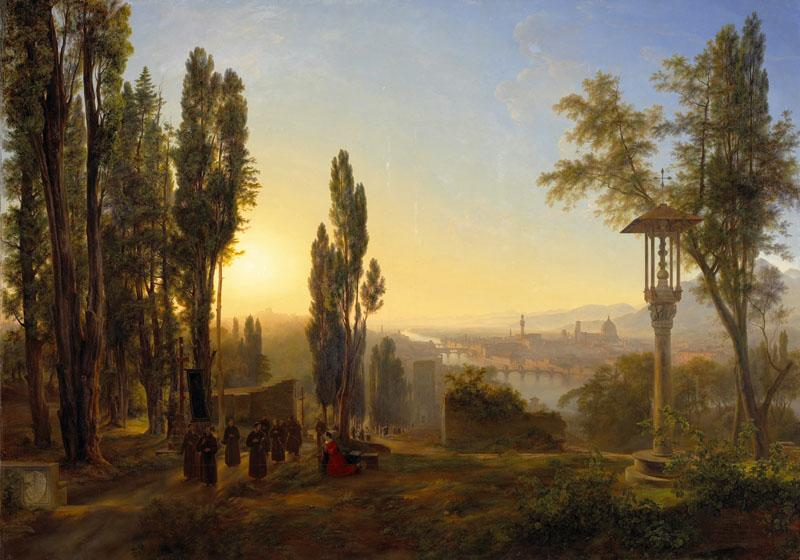
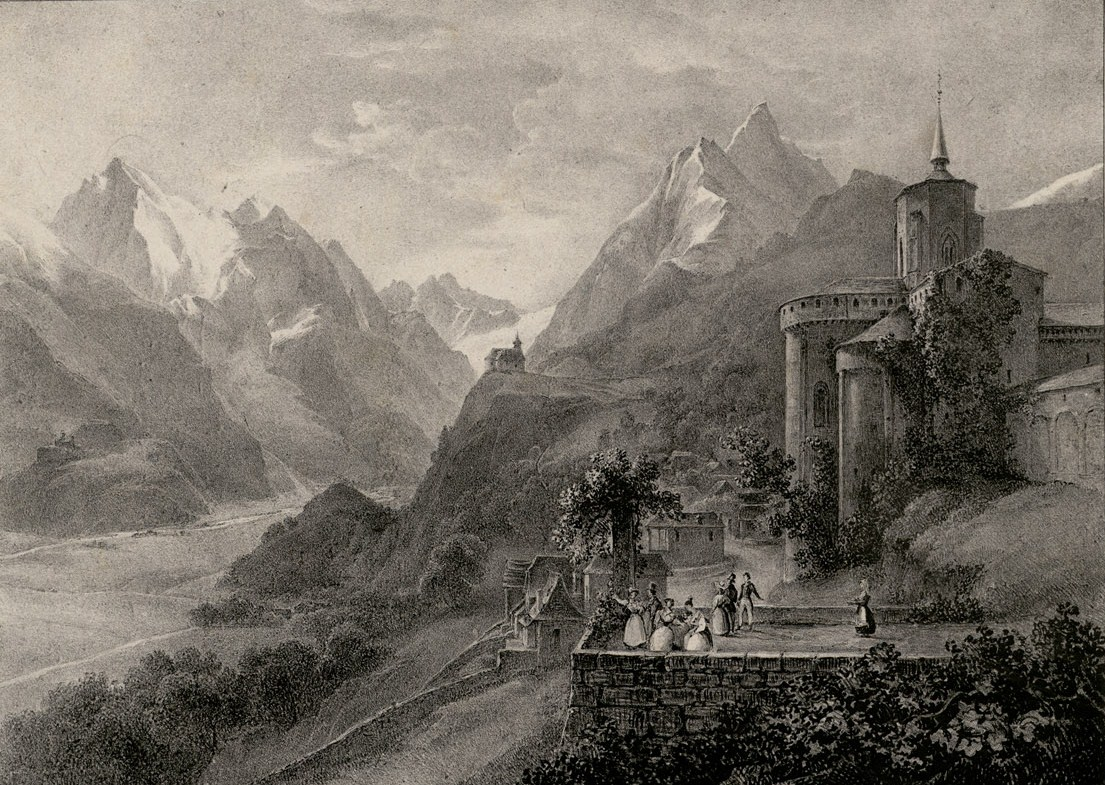